# Volckerinckhove
Volckerinckhove é uma comuna francesa na região administrativa de Altos da França, no departamento do Norte. Estende-se por uma área de 9.88 km². Em 2010 a comuna tinha 564 habitantes (densidade: 57,1 hab./km²).